# 圣费利乌萨塞拉
圣费利乌萨塞拉（西班牙語：San Felíu Saserra）是西班牙加泰罗尼亚巴塞罗那省的一个市镇。总面积23平方公里，总人口654人（2001年），人口密度28人/平方公里。